# Hermanas de Nuestra Señora de la Consolación
Hermanas de Nuestra Señora de la Consolación es una congregación religiosa católica femenina de derecho pontificio, fundada por Santa María Rosa Molas en 1858 en Tortosa. Las religiosas de esta congregación son conocidas como Hermanas de la Consolación y posponen a sus nombres las siglas HNSC

## Historia

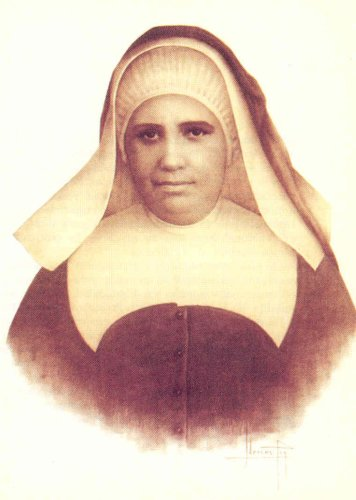
María Rosa Molas (1815-1876), fundadora.

María Rosa Molas perteneció a la Congregación de las Hermanas de la Caridad de Reus, una de las afiliaciones de las Hijas de la Caridad de San Vicente de Paúl. Allí se desempeñó como enfermera hasta su traslado en 1849 a Tortosa.
El 14 de marzo de 1857, siendo superiora de la casa de Tortosa, María y sus compañeras se separaron de la central de Reus y formaron su propia congregación religiosa. En noviembre de 1858 recibieron el nombre de Hermanas de la Consolación. María Rosa se convirtió en la primera superiora general y cambió su nombre por el de Rosa Francisca María de los Dolores. El 6 de abril del mismo año recibieron la aprobación diocesana.
El 2 de octubre de 1888, el papa Pío IX aprobó el instituto, pasando a ser de ese modo una congregación de derecho pontificio. Sus constituciones fueron aprobadas definitivamente por la Santa Sede el 21 de enero de 1927.
La fundadora fue beatificada por el papa Pablo VI el 1 de mayo de 1977 y canonizada por Juan Pablo II el 11 de diciembre de 1988.

## Actividades y presencias
Las religiosas continúan trabajando en la educación, la sanidad, la exclusión social; adaptándose a las necesidades de la sociedad en el siglo XXI.
En la actualidad (2011), la congregación cuenta con unas 547 religiosas y 91 casas, presentes en 17 países de cuatro continentes: España, Italia, Portugal y Eslovaquia en Europa; Corea del Sur, Filipinas y Birmania en Asia; Venezuela, Argentina, Ecuador, Brasil, Chile, México, Bolivia y Perú en América; Burkina Faso, Togo, Mozambique y Costa de Marfil en África. La curia general se encuentra en Roma y su actual superiora general es la religiosa chilena Loreto Navarrete.